# Syllepte
Syllepte is een geslacht van vlinders uit de familie van de grasmotten (Crambidae). De wetenschappelijke naam van dit geslacht is voor het eerst voorgesteld door Jacob Hübner in een publicatie uit 1819-1821. Dit geslacht vormt een polyfyletische groep en de taxonomische positie van de soorten binnen dit geslacht is nog onduidelijk.

## Soorten
- S. achromalis Hampson, 1912
- S. acridentalis Hampson, 1912
- S. adductalis (Walker, 1859)
- S. aechmisalis (Walker, 1859)
- S. aenigmatica E. Hering, 1901
- S. ageneta Turner, 1908
- S. agilis Meyrick, 1936
- S. agraphalis Hampson, 1912
- S. albicostalis Schaus, 1920
- S. albifurcalis Dognin, 1913
- S. albirivalis Hampson, 1912
- S. albitorquata Tams, 1924
- S. amando (Cramer, 1779)
- S. amelialis Viette, 1957
- S. amissalis (Guenée, 1854)
- S. amoyalis Caradja, 1925
- S. anchuralis Schaus, 1920
- S. angulifera (Druce, 1895)
- S. angustimaculalis Shibuya, 1931
- S. argillosa Guillermet, 1996
- S. atrisquamalis Hampson, 1912
- S. attenualis Hampson, 1912
- S. aureotinctalis (Kenrick, 1917)
- S. azadesalis Schaus, 1927
- S. banosalis Schaus, 1927
- S. batrachina Meyrick, 1936
- S. belialis (Walker, 1859)
- S. benedictalis Holland, 1900
- S. berambalis Schaus, 1927
- S. bipartalis Hampson, 1899
- S. birdalis Schaus, 1920
- S. bitjecola Strand, 1920
- S. brunneiterminalis Hampson, 1918
- S. brunnescens Hampson, 1912
- S. butlerii (Dewitz, 1881)
- S. cantonialis Shibuya, 1931
- S. capnosalis Caradja, 1925
- S. carbatinalis (Swinhoe, 1890)
- S. cathanalis Schaus, 1927
- S. chalybifascia Hampson, 1896
- S. cissalis Yamanaka, 1987
- S. coelivitta (Walker, 1866)
- S. cohaesalis (Walker, 1866)
- S. cometa (Warren, 1896)
- S. commotes Tams, 1935
- S. consimilalis (Lederer, 1863)
- S. crenilinealis Hampson, 1918
- S. curiusalis (Walker, 1859)
- S. cyanea (Walker, 1866)
- S. dentilinea Gaede, 1916
- S. desmialis Hampson, 1912
- S. diacymalis Hampson, 1912
- S. dialis Schaus, 1912
- S. dinawa Kenrick, 1912
- S. dioptalis (Walker, 1866)
- S. disciselenalis Hampson, 1918
- S. disticta Hampson, 1912
- S. distinguenda E. Hering, 1901
- S. dottoalis Schaus, 1927
- S. elegans West, 1931
- S. elphegalis Schaus, 1927
- S. erebarcha Meyrick, 1939
- S. eriopisalis (Walker, 1859)
- S. fabiusalis (Walker, 1859)
- S. favillacealis (Snellen, 1899)
- S. fulviceps Bethune-Baker, 1909
- S. fuscoinvalidalis Yamanaka, 1959
- S. fuscomarginalis (Leech, 1889)
- S. gastralis (Walker, 1866)
- S. glebalis (Lederer, 1863)
- S. guilboti Guillermet, 2008
- S. haryolalis Strand, 1918
- S. heliochroa Hampson, 1912
- S. hemichionalis Mabille, 1900
- S. hoenei Caradja, 1925
- S. holochralis Hampson, 1912
- S. hyalescens Hampson, 1899
- S. imbroglialis Dyar, 1914
- S. incomptalis Hübner, 1821
- S. invalidalis South, 1901
- S. iophanes (Meyrick, 1894)
- S. iridescens E. Hering, 1901
- S. karenkonis Shibuya, 1928
- S. kayei Klima, 1939
- S. lactiguttalis (Warren, 1896)
- S. lagoalis Viette, 1957
- S. laticalis (Lederer, 1863)
- S. leonalis (Schaus, 1893)
- S. leopardalis (Moore, 1888)
- S. leucinalis Hampson, 1912
- S. leucodontia Hampson, 1899
- S. leucographalis Hampson, 1912
- S. lucidalis Caradja, 1925
- S. lygropialis West, 1931
- S. macallalis West, 1931
- S. macarealis Schaus, 1927
- S. machinalis (C. Felder, R. Felder & Rogenhofer, 1875)
- S. maculilinealis Hampson, 1918
- S. mahafalalis Marion & Viette, 1956
- S. malgassanalis Viette, 1954
- S. mandarinalis Caradja, 1925
- S. melanomma Hampson, 1912
- S. melanopalis Hampson, 1908
- S. mesoleucalis Hampson, 1899
- S. methyalinalis Hampson, 1912
- S. microdontalis Hampson, 1912
- S. microsema Hampson, 1912
- S. microspilalis Hampson, 1912
- S. microstictalis Hampson, 1918
- S. mildredalis Schaus, 1927
- S. mimalis (C. Felder, R. Felder & Rogenhofer, 1875)
- S. molybdopasta Hampson, 1918
- S. monoleuca Hampson, 1912
- S. nasonalis Hampson, 1899
- S. nebulalis Schaus, 1920
- S. neofulviceps Klima, 1939
- S. neurogramma Meyrick, 1939
- S. nigralis Kaye, 1925
- S. nigriflava Swinhoe, 1894
- S. nigriscriptalis (Warren, 1896)
- S. nigrodentalis (Pagenstecher, 1884)
- S. ningpoalis (Leech, 1889)
- S. nitidalis (Dognin, 1905)
- S. nyanzana Grünberg, 1910
- S. ochrifusalis Hampson, 1899
- S. ochritinctalis Hampson, 1918
- S. ochrotichroa Hampson, 1918
- S. ochrotozona Hampson, 1899
- S. ogoalis (Walker, 1859)
- S. opalisans (C. Felder, R. Felder & Rogenhofer, 1875)
- S. orbiferalis Hampson, 1899
- S. pallidinotalis (Hampson, 1912)
- S. parvipuncta Hampson, 1912
- S. patagialis (Zeller, 1852)
- S. paucilinealis (Snellen, 1880)
- S. paucistrialis (Warren, 1896)
- S. pauperalis Marion, 1954
- S. petroalis Schaus, 1927
- S. phaeophlebalis Hampson, 1912
- S. phaeopleura Turner, 1922
- S. phalangiodalis E. Hering, 1901
- S. philetalis (Walker, 1859)
- S. phricosticha Turner, 1908
- S. picalis Hampson, 1899
- S. pilocrocialis (Strand, 1918)
- S. placophaea Turner, 1915
- S. planeflava Hampson, 1912
- S. plumifera Hampson, 1899
- S. pogonodes Hampson, 1899
- S. polydonta Hampson, 1899
- S. posticalis (Saalmüller, 1880)
- S. proctizonalis Hampson, 1918
- S. pseudovialis Hampson, 1912
- S. purpuralis (Walker, 1866)
- S. purpurascens Hampson, 1899
- S. retractalis Hampson, 1912
- S. rhyparialis (Oberthür, 1893)
- S. rogationis Hampson, 1918
- S. rosalina (Strand, 1920)
- S. rubrifucalis Mabille, 1900
- S. ruricolalis (Snellen, 1880)
- S. sakarahalis (Marion & Viette, 1956)
- S. sarronalis (Walker, 1859)
- S. satanas E. Hering, 1901
- S. secreta Meyrick, 1936
- S. segnalis (Leech, 1889)
- S. sellalis (Guenée, 1854)
- S. semilugens Hampson, 1912
- S. seminigralis (Warren, 1896)
- S. serratilinealis (Lederer, 1863)
- S. simealis Schaus, 1927
- S. solilucis Hampson, 1899
- S. sororalis Becker, 2023
- S. straminalis (Guenée, 1854)
- S. strigicincta Hampson, 1912
- S. striginervalis (Guenée, 1854)
- S. stumpffalis Viette, 1960
- S. subaenescens (Warren, 1896)
- S. subcyaneoalba Hampson, 1918
- S. sulphureotincta Hampson, 1918
- S. syngonias Meyrick, 1939
- S. taiwanalis Shibuya, 1928
- S. tenebrosalis (Warren, 1896)
- S. tetrathyralis Hampson, 1912
- S. thomealis (Viette, 1957)
- S. torsipex Hampson, 1899
- S. trachelota Turner, 1913
- S. vagalis (Snellen, 1901)
- S. vagans (Tutt, 1890)
- S. vanbraekeli Janse, 1935
- S. venustalis Swinhoe, 1894
- S. violacealis Guillermet, 1996
- S. viridivertex Schaus, 1920
- S. xanthothorax Meyrick, 1933
- S. xylocraspis Hampson, 1912
- S. zarialis Swinhoe, 1917